# Banjarsari (Purwodadi)
Banjarsari is een bestuurslaag in het regentschap Purworejo van de provincie Midden-Java, Indonesië. Banjarsari telt 534 inwoners (volkstelling 2010).